# Vuelo 650 de Ozark Air Lines
El vuelo 650 de Ozark Air Lines era un vuelo regular que partió el 20 de diciembre de 1983 del aeropuerto Sioux Gateway en Sioux City, Iowa, con destino al Aeropuerto Regional de Sioux Falls en Sioux Falls, Dakota del Sur. Al aterrizar en Sioux Falls, la aeronave chocó contra una máquina quitanieves en la pista y estalló en llamas. El conductor del quitanieves murió y dos auxiliares de vuelo resultaron heridos.

## Aeronave
La aeronave implicada era un McDonnell Douglas DC-9-31, un bimotor de un solo pasillo (matrícula N994Z).: 17  A bordo habían 81 pasajeros, dos auxiliares de vuelo y tres miembros de la tripulación de vuelo.: 18 

## Accidente
Antes de partir de Sioux City, la tripulación del Vuelo 650 obtuvo las condiciones meteorológicas para el vuelo a través del sistema de difusión del servicio automático de información terminal (ATIS) de Sioux City. El informe ATIS incluía informes de nieve en Sioux Falls.: 17 
El Vuelo 650 partió de Sioux City a las 12:53 hora estándar central, y ascendió a una altitud asignada de 11.000 pies. A las 13:06, el Vuelo 650 fue transferido por los controladores de Sioux City al controlador de aproximación de Sioux Falls, quien emitió instrucciones de descenso a 3.400 pies y vectores a la pista 3 del Aeropuerto Regional de Sioux Falls. El Vuelo 650 recibió autorización para la aproximación a las 13:11.: 17 
A las 13:13, cuando el Vuelo 650 se encontraba a unas 4 millas del aeropuerto, el controlador de aproximación de Sioux Falls indicó al vuelo que se pusiera en contacto con la torre del aeropuerto. El capitán del Vuelo 650 acusó recibo de la instrucción, pero no contactó con la torre. Cuando el Vuelo 650 se encontraba a unas 2,5 millas, la torre de Sioux Falls llamó al vuelo y el capitán respondió.  La torre autorizó al Vuelo 650 a aterrizar, dándole un alcance visual de la pista de 3.500 pies. La torre no avisó al Vuelo 650 de las operaciones de retirada de nieve en curso en la pista 3.: 17 
La tripulación de vuelo vio primero las luces de aproximación al suelo y al aeropuerto después de descender a una altitud de 200 pies, y luego vio la pista. Debido a que el informe ATIS había advertido de nieve soplando, y la tripulación de vuelo no había sido advertida de operaciones de soplado de nieve, no se sorprendieron al ver nieve soplando a través de la pista.: 17 
Unos 1.000 pies más allá del umbral de la pista 3, la aeronave realizó un aterrizaje suave y los pilotos desplegaron los alerones. El copiloto comenzó a aplicar los propulsores inversos cuando el avión entró en una nube de nieve. El ala derecha del DC-9 golpeó entonces un gran vehículo barredor de nieve en la pista. El impacto arrancó el ala derecha del avión, destruyendo la máquina quitanieves y matando a su conductor, Douglas Stoner, de 38 años. La fuga de combustible del ala creó brevemente una bola de fuego que envolvió el avión pero se extinguió rápidamente. El avión giró 180° antes de caer fuera de la pista a la izquierda de la línea central. Se inició la evacuación de los pasajeros por las dos puertas delanteras. Ningún pasajero resultó herido en la evacuación, pero dos auxiliares de vuelo sufrieron heridas leves.: 18 

## Investigación
La investigación de la NTSB determinó que las operaciones de retirada de nieve se controlaban desde la torre. La máquina quitanieves, llamada Sweeper 7, había recibido instrucciones rutinarias de salir de la pista para acomodar las llegadas y salidas. Cuando el Vuelo 650 pasó del control de aproximación a la torre, no inició el contacto con la torre. Finalmente, el controlador de la torre se puso en contacto con el vuelo y le autorizó a aterrizar. No se estableció ninguna comunicación entre la torre y Sweeper 7 después de que el Vuelo 650 pasara a manos del controlador de torre. Ni el controlador de aproximación ni el de torre habían avisado al Vuelo 650 de que se estaban llevando a cabo operaciones de retirada de nieve. La emisión ATIS cada hora informaba de que había nieve soplando, por lo que la tripulación de vuelo no se preocupó cuando vieron nieve soplando por la pista. La junta concluyó que las operaciones de retirada de nieve no habían sido supervisadas adecuadamente por la torre.